# 隰県
隰県（しつ-けん）は中華人民共和国山西省臨汾市に位置する県。

## 歴史
前漢により設置された蒲子県を前身とする。南北朝時代になると北魏により廃止されたが、北周により長寿県として設置された。隋代が成立すると開皇年間に隰川県と改称され隰州の州治とされた。1369年（洪武2年）、明代は隰川県を廃止し、管轄区域を隰州直轄とした。1912年（民国元年）の州制廃止に伴い隰県と改称された。
1958年に大寧県と統合され隰寧県（同年呂梁県と改称）とされたが、1961年に分割設置され現在に至る。

## 行政区画
- 鎮:竜泉鎮、午城鎮、黄土鎮
- 郷:陽頭升郷、寨子郷、下李郷、城南郷